# پلیمر طبیعی
علم شیمی پلیمر(polimer)ها شاخه ای از شیمی الی است که به لحاظ ویژگی‌های خاص خود نسبت به سایر شاخه‌های ان رشد بیش تری داشته است.
پلیمرها مولکول‌های بسیار بزرگی هستندکه از تعداد زیادی اتم تشکیل شده‌اند.

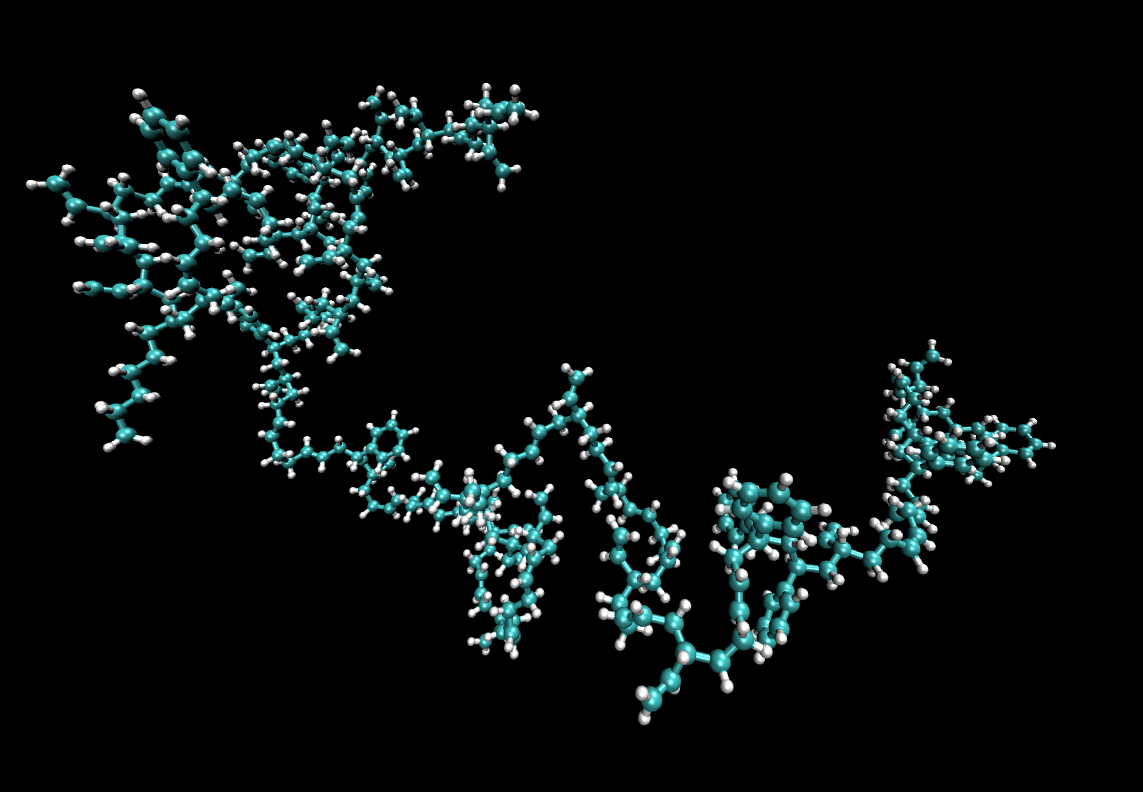
پلیمر

پلیمر از کلمهٔ یونانی پلی به معنای زیاد و مر به معنای قسمت گرفته شده و مربوط می‌شود به مولکول‌های بسیار بزرگ که ساختار ان‌ها بستگی به مونومر سازندهٔ ان دارد.
پلیمرها به دسته‌های زیادی تقسیم می‌شوند که یکی از ان‌ها پلیمر طبیعی است

## دسته‌بندی پلیمر طبیعی
پلیمر طبیعی به دو دستهٔ الی و معدنی تقسیم می‌شود:
پلیمر طبیعی الی شامل سلولز و نشاسته و پروتئین و کائوچو و پلیمر طبیعی معدنی مانند پلی سیلوکسان‌ها (در گیریس‌ها و روغن‌های ماشین کاربرد دارد) , پلی فسفازن‌ها (لوله‌های مقاوم در برابر روغن و کلاه‌های ایمنی کاربرد دارد) , پلی سیلان (روغن‌های ماشین و الاستومرها و گیریس‌ها و سوخت‌های هیدرولیک کاربرد دارد) است.

رشتهٔ سلولز

حجم عمده ای از بدن مارا نیز پلیمر طبیعی مثل نوکلئیک اسید‌ها (RNA.DNA) پروتئین‌ها و کربوهیدرات‌ها تشکیل داده‌اند.

## سلولز
واژه سلولز به انگلیسی (cellulose)به معنای سلول کوچک است و مهم‌ترین بخش سازنده چوب است.
گیاهان سلولز منشأ اصلی سلولز هستند. سلولز یک سوم گیاهان را تشکیل می‌دهند و تقریباً صد میلیون تن سلولز در سال از گیاهان تولید می‌شوند.
فرمول کلی سلولز (C₆H₁₀O₅)n هست. برای تولید سلولز ابتدا با حذف یک مولکول آب (O,OH) از دو مولکول D-β گلوکوز، یک دی ساکارید به نام سلوبیوز تشکیل می‌شود سپس این سلوبیوزها به وسیلهٔ اتصالات افزایشی گلوکز به طریق مشابه یک پلی ساکارید با زنجیره طولانی تولید می‌کنند که سلولز نام دارد.

## پروتئین
پروتئین به انگلیسی (protein) از لغت یونانی پروتئوس (proteois) به معنی دارای اهمیت زیاد مشتق شده است.
کلیهٔ موجودات زنده جهت انجام اعمال حیاتی خود از پروتئین‌ها استفاده می‌کنند. پروتئین نقش‌های متعددی مثل کاتالیزور،  ناقل مولکول‌های پذیرندهٔ علائم بیولوژیک و اجزای ساختمانی دارند.
امینواسیدها ترکیبات الی هستند که دست کم دارای یک عامل کربوکسیل COOH- ویک عامل امین NH2- می‌باشند و واحد تشکیل دهندهٔ پروتئین‌ها هستند.
اتصال‌های بین امینواسید هارا اتصال‌های پپتیدی و پلیمرهای حاصله را پلی امیدها یا پلی پپتیدها می‌گویند.
اسیدهای آمینهٔ آزاد به مقدار ناچیز در سلولها وجود دارد. بیش تر اسیدهای آمینه آلفا در سنتز پروتئین‌ها شرکت می‌کنند.
پروتئین‌ها بر اساس نقش فیزیولوژیکی ممکن است دسته‌بندی شوند مثل پروتئین‌های ساختمانی، انزیم‌ها و ویروس‌ها، هورمون‌ها و انتی بادی‌ها
۱- پروتئین‌های ساده
این پروتئین‌ها در اثر هیدرولیز فقط اسید آمینه می‌دهند. این‌ها براساس حلالیت و انعقاد پذیری طبقه‌بندی می‌شوند.
مثل البومین‌ها: (Oval bomin) در سفیده تخم مرغ، لاکتالبولین در شیر
گلوبولین‌ها، گلوبین ها، هیستونها، پرولامین‌ها، البومینوئیدها، گلوتلینها
۲- پروتئین‌های مرکب
کوروموپروتئین‌ها، فسفوپروتئین‌ها، گلیکوپروتئین‌ها، نوکلئوپروتئین‌ها، لیپوپروتئین‌ها، موکوپروتئین‌ها، متالوپروتئین‌ها

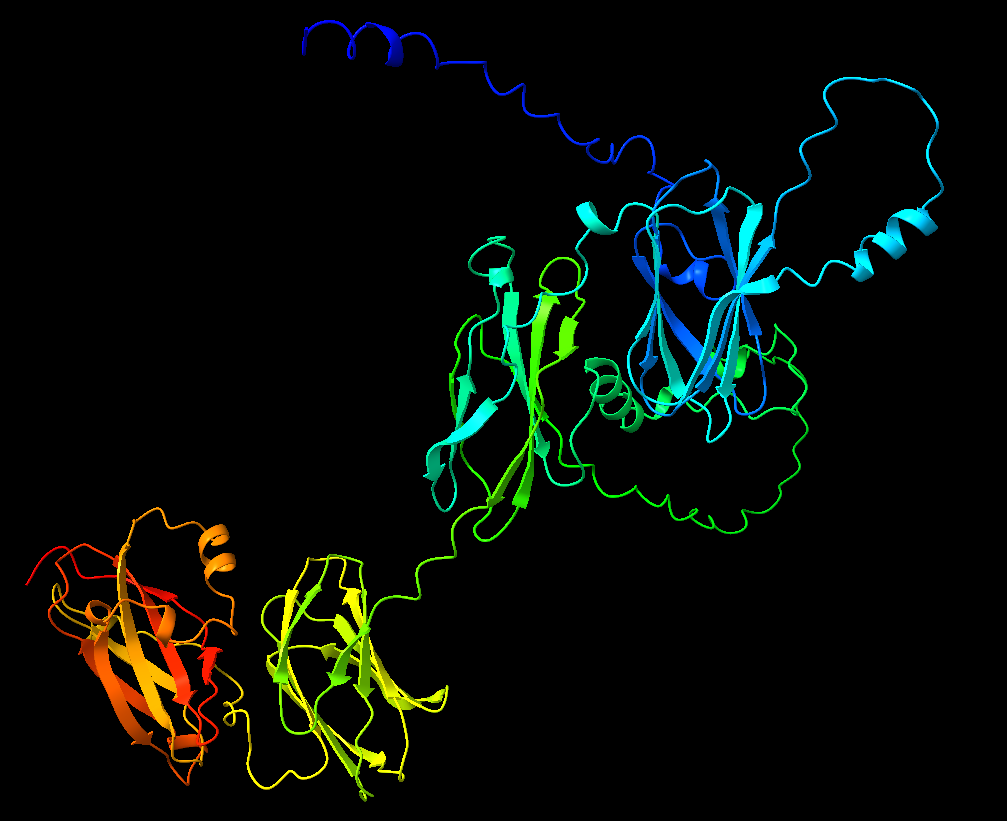
protein

امینواسیدهای بدن از نقطه نظر ضروری بودن یا نبودن به دو دسته تقسیم می‌شوند.
۱-امینو اسیدهای ضروری
۲-امینو اسیدهای غیرضروری
گیاهان و بی مهرگان قادرند تمام اسیدهای آمینه ای که در ساختن پروتئین‌ها مصرف می‌شوند بسازند اما بسیاری از جانوران توانایی ساختن بعضی از اسیدهای آمینه را ندارند و باید ان را از طریق غذایی که می‌خورند دریافت کنند.
پروتئین‌های کامل: پروتئین‌هایی هستند که حاوی تمام امینواسیدهای ضروری هستند.
پروتئین ناقص: فاقد یک یا چند امینو اسید ضروری است.
امروزه استفاده از پلیمرهای طبیعی در تولیدهای صنعتی روز به روز بیشتر می‌شود. از آنجا که پلیمرهای طبیعی نوعاً تجدید شونده اند از نظر تأمین مواد خام مورد نیاز منبع مطمئنی به‌شمار می‌آیند. با توجه به نیاز نسل‌های آینده به مواد شیمیایی لازم است هرچه بیشتر در مصرف موادطبیعی غیرتجدیدشونده از قبیل نفت، گاز، ذغال سنگ، فلزات و … صرفه جویی کرد. در طبیعت مواد شیمایی فراوان یافت می‌شوند و راه‌های زیادی برای استفاده از آن وجود دارد اما متأسفانه هنوز انسان از همهٔ مواد قابل استحصال از طبیعت آگاهی ندارد و استفاده بهینه نمی‌کند. به عنوان مثال هر پاییز مقدار بسیار زیادی برگ درخت و شاخه‌های ان را می‌سوزانند یا راهی برای استفاده از مواد فراوانی مانند میگنین یا کیتین نیافته‌اند. این نکات ضرورت مطالعه بیشتر دربارهٔ پلیمرهای طبیعی را آشکار می‌کند. یکی از پلیمرهای طبیعی لاستیک طبیعی یا پلی ایزوپرن است.

###### نوع دیگری پلیمر طبیعی
لاستیک طبیعی تا قرن نوزدهم کاربرد چندانی نداشت و تنها به عنوان مداد پاک کن مورد استفاده قرار می‌گرفت. از تاریخ ۱۹۵۰ میلادی به بعد مصرف لاستیک سنتزی از لاستیک طبیعی پیشی گرفت به طوری که امروزه بیش از ۷۰ ٪ لاستیک مصرفی لاستیک‌های سنتزی هستند.

## کائوچو
نام کائوچو به انگلیسی (caaocho) از زبان سرخ پوستان آمریکای جنوبی مشتق گردیده.
کا (caa) به معنی اشک و اوچو (ochu) به معنی چوب که کلا معنی اشک چوب را می‌دهد بیان مناسبی است.
کائوچوها از دیدگاه‌های متفاوت به گروه‌های مختلفی تقسیم‌بندی می‌شوند:
1. از دیدگاه تجاری
2. از دیدگاه مقاومتی
3. از دیدگاه تهیه و فراوری

کائوچوی طبیعی: کائوچوی طبیعی تقریباً ۴۰ درصد کل مصرف کائوچو را در بر می‌گیرد. به‌طور کلی کائوچوی طبیعی از بیوسنتز کربوهیدارت‌ها توسط درخت کائوچو حاصل می‌شود.
کارل نولر که آیندهٔ صنعت پلاستیک و کائوچوی مصنوعی را پیشگویی کرده گفته است کائوچوی مصنوعی جایگزین طبیعی می‌شود.
مصارف کائوچوی طبیعی: تایر و محصولات تایر، قطعات مکانیکی لاستیکی، محصولات بدست آمده از لاتکس، کفش، چسب‌ها و …
در کل پلیمرهای طبیعی چون نشأت گرفته از طبیعت هستند سریعاً تخریب می‌شوند. استفاده ازین پلیمرها موجب کاهش مصرف نفت و درنتیجه کاهش مصرف نفت می‌شود.
از مزیت‌های این نوع پلیمرها این است که مادهٔ اولیه ان هارا گیاهان تولید می‌کنند به همین دلیل می‌توان به سادگی ان‌ها را پیدا کرد.